# Bulbophyllum sphaericum
Bulbophyllum sphaericum är en orkidéart som beskrevs av Zhan Huo Tsi och Hen Li. Bulbophyllum sphaericum ingår i släktet Bulbophyllum och familjen orkidéer. Inga underarter finns listade i Catalogue of Life.